# Arthur Chaussy
Arthur Chaussy est un homme politique socialiste et un syndicaliste français, né le 18 janvier 1880 à Château-Landon et mort le 28 décembre 1945 à Melun, en Seine-et-Marne.

## Biographie
Fils de cultivateurs, Arthur Chaussy devient tailleur de pierre. En 1905, il adhère à la Section française de l'Internationale ouvrière (SFIO) et participe à la fondation de la fédération seine-et-marnaise de ce parti. En 1908, il est élu secrétaire du syndicat des tailleurs de pierre de sa commune natale, puis, en 1911, secrétaire de la Bourse du travail de Souppes-sur-Loing. L'année suivante, il devient aussi secrétaire de l'Union des syndicats de Seine-et-Marne. En juin 1914, il est élu secrétaire de l'Union départementale (UD) de la Confédération générale du travail (CGT).
Mobilisé en 1914, il devient sergent en 1916, et reçoit la Croix de guerre, avec deux citations, pour son attitude au front.
En 1919, il est élu député SFIO et démissionne de son poste de secrétaire de l'UD de la CGT. Membre de la commission du Travail et de la commission de l'Agriculture à la Chambre des députés, il se consacre dès lors à la défense des ouvriers, et plus particulièrement des ouvriers agricoles. En 1920, il dépose une proposition de loi pour règlementer le temps de travail dans l'agriculture. L'année suivante, il dépose une autre proposition visant à interdire aux exploitants agricoles de faire dormir leurs ouvriers dans la paille. Cette interdiction n'intervient que pendant le ministère de Georges Monnet. En revanche, Arthur Chaussy parvient à faire voter sa proposition qui étend le bénéfice de la loi sur les accidents du travail aux salariés agricoles.

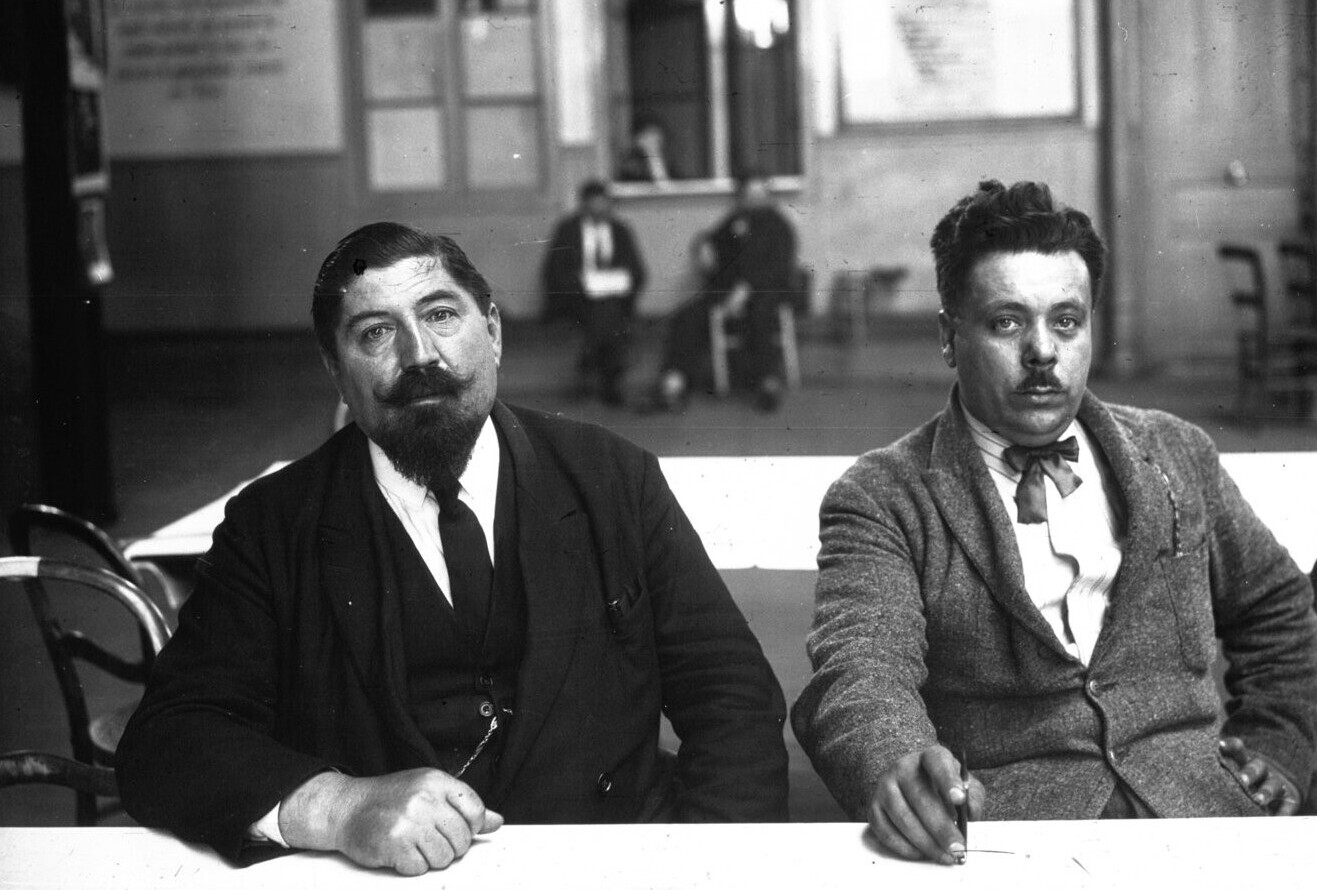
Arthur Chaussy (à gauche) lors d'un congrès socialiste en 1925.

Après le congrès de Tours, il reste à la SFIO. Il quitte le syndicat des tailleurs de pierre, rallié aux communistes et fonde une organisation concurrente.
Réélu en 1924, Arthur Chaussy est battu en 1928, mais réélu en 1932 et 1936, à Melun cette fois. De 1928 à 1932, il reprend ses activités syndicales, comme secrétaire de la Fédération de l'agriculture de la CGT. Après son retour à la Chambre, il siège à la commission de l'Agriculture (dont il devient vice-président) et à celle des Postes, télégraphes et téléphone.
En 1929, il devient maire de Brie-Comte-Robert, réélu en 1935. Il est également conseiller général de 1922 à 1934.

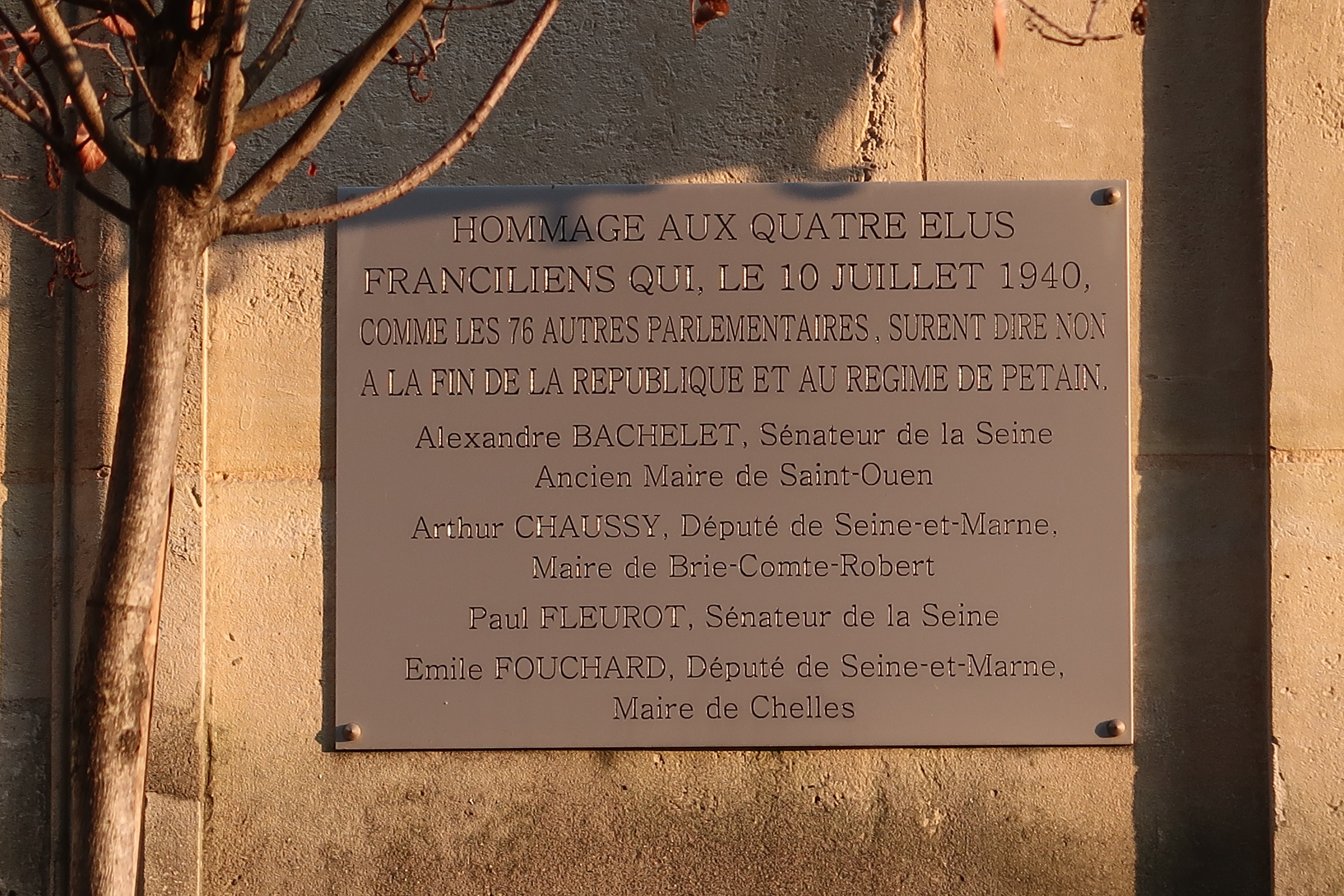
Plaque commémorative 57 rue de Babylone (Paris).

Le 10 juillet 1940, il fait partie des quatre-vingts parlementaires qui votent contre les pleins pouvoirs à Philippe Pétain. Il démissionne de son mandat de maire. Il le retrouve en 1944-1945. Il est réélu conseiller général peu après, mais il meurt à la fin de l'année.
Un des collèges de la ville de Brie-Comte-Robert porte son nom.

## Sources
- « Arthur Chaussy », dans le Dictionnaire des parlementaires français (1889-1940), sous la direction de Jean Jolly, PUF, 1960 [détail de l’édition]
- Jean Maitron (dir.), Dictionnaire biographique du mouvement ouvrier français, éd. de l'Atelier, cédérom, 1997
- Base de données des députés français depuis 1789, Assemblée nationale
- Pierre Miquel, Les quatre-vingts, Éd. Fayard, 1995.
- Jean Odin, Les Quatre-vingts, FeniXX réédition numérique, 1996, 232 p. (ISBN 978-2-40207-154-3, lire en ligne)
- Monique Pruvot, Arthur Chaussy, 1880–1945, M. Pruvot, 1983, 204 p. (lire en ligne)